# Radar à pénétration de sol
Pour les articles homonymes, voir RPS, GPR et radar (homonymie).

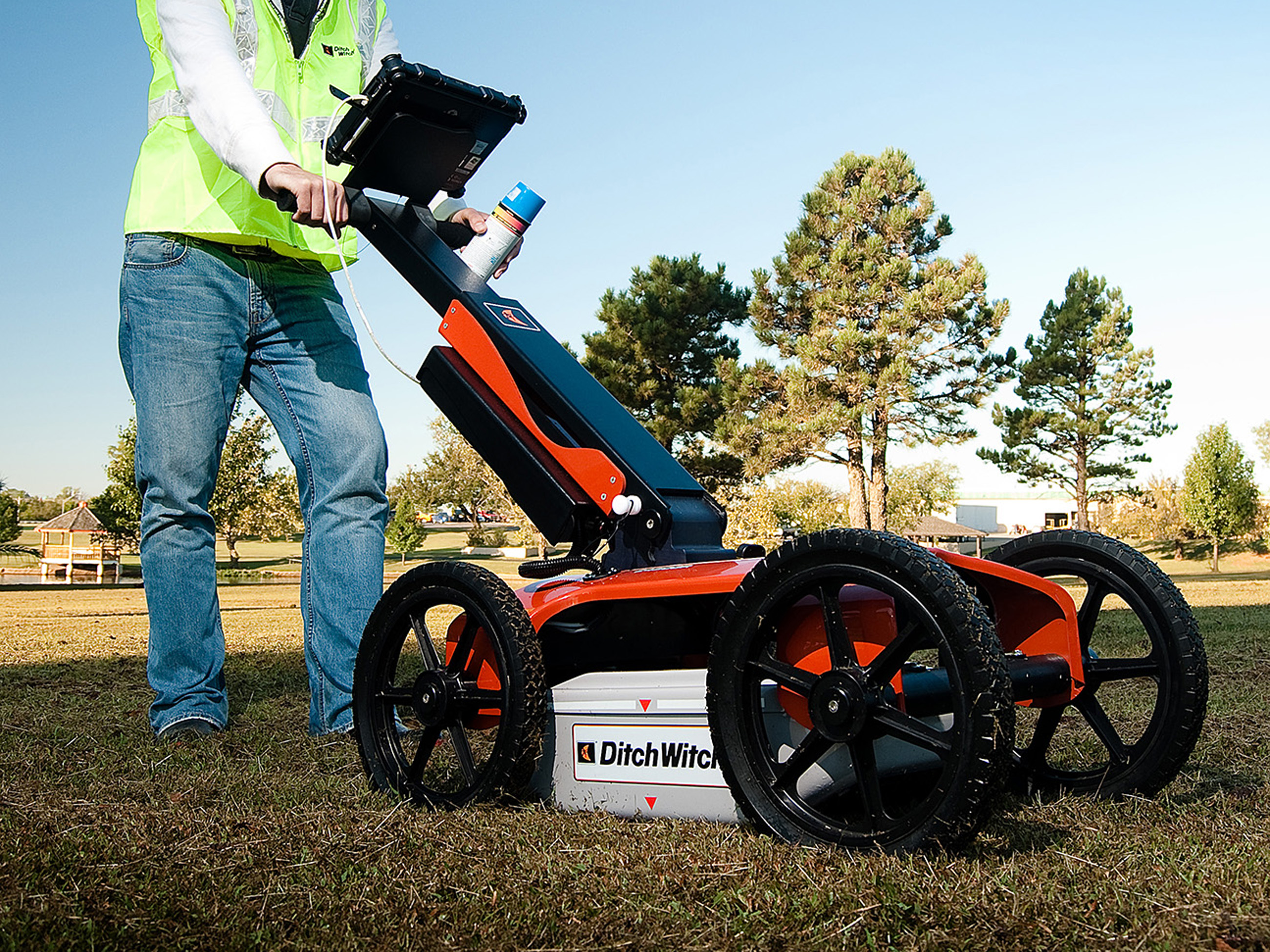
Radar à pénétration de sol en utilisation aux États-Unis, 2010

Un radar à pénétration de sol (RPS) (en anglais GPR, acronyme de Ground Penetrating Radar), appelé plus communément radar géologique ou géoradar, est un appareil géophysique utilisant le principe d'un radar que l'on pointe vers le sol pour en étudier la composition et la structure. En général, on utilise la bande des micro-ondes et des ondes radio (VHF/UHF). On peut sonder ainsi différents terrains, incluant les calottes glaciaires et les étendues d'eau.

## Principe de fonctionnement

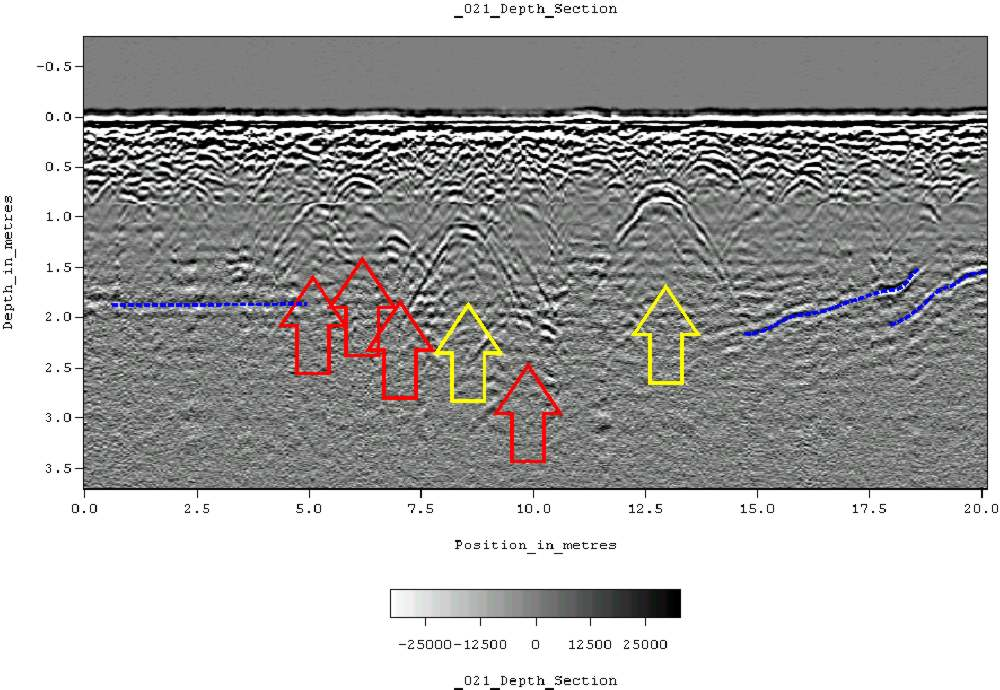
Radargramme montrant les données d'un sondage par radar à pénétration de sol dans un cimetière historique en Alabama, États-Unis.

Le principe de fonctionnement des RPS est celui des radars. Des ondes électromagnétiques sont envoyées dans le sous-sol par une antenne. Lorsque ces ondes rencontrent des changements de milieux, une partie est renvoyée vers la surface et enregistrée par l'antenne réceptrice qui peut être la même que l'émettrice ou une autre située à un endroit différent.
Le principe est similaire au sondage sismique mais l'énergie électromagnétique utilisée est reflétée par les zones de changement de la constante diélectrique plutôt que celle de changement d'impédance acoustique. Ainsi dans l'image de droite, les réflexions hyperboliques, indiquées par les flèches, montrent la présence d'objets, probablement des restes humains.
La portée d'un sondage avec un RPS dépend de la conductivité électrique du sol et de la fréquence utilisée. Plus le sol est conducteur, moins on peut sonder profondément parce que l'énergie électromagnétique se dissipe en chaleur dans le milieu. Pour obtenir une meilleure pénétration, le contact entre l'antenne et le sol doit être optimal, ce qui minimise la perte d'énergie au changement de milieu (sol-air).
La gamme de fréquence utilisée va de quelques MHz à quelques GHz en général. Plus la fréquence utilisée est élevée, meilleure est la résolution, mais plus faible est la pénétration en profondeur. En d'autres mots, à profondeur égale, l'utilisation d'une fréquence plus élevée donne une image plus précise mais dont le signal est plus atténué.
De plus, la nature des matériaux souterrains influence considérablement la qualité des images obtenues. Les sols secs et sableux permettent généralement une meilleure pénétration et des résultats plus clairs, tandis que les sols humides ou argileux, plus conducteurs, atténuent davantage le signal. La présence de roches ou de cavités peut également causer des réflexions complexes, rendant l'interprétation des résultats plus délicate.

## Application

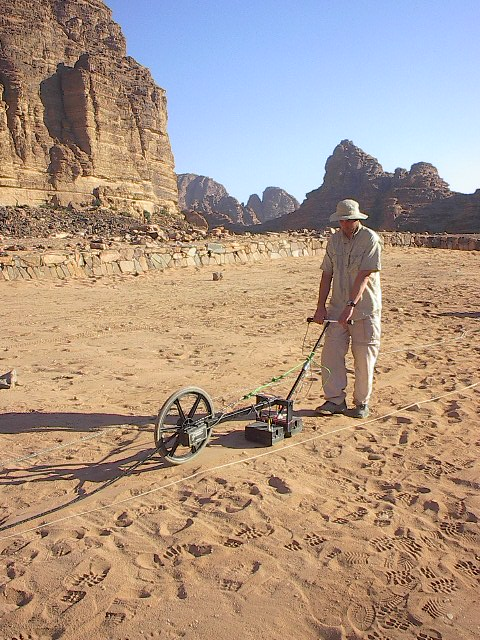
Radar à pénétration de sol sur un site archéologique en Jordanie.

Les RPS ont de multiples applications dans des études non destructives du sous-sol :
- Étude du sous-sol avant travaux pour localiser des canalisations ;
- Recherche d'engins explosifs (mines terrestres, obus) non explosés ;
- Recherche de cavités : naturelles, tunnels ;
- Recherche de couches minérales d'intérêt (argile à porcelaine, argile à brique, etc.) ;
- Recherche en archéologie. Ce système de détection a par exemple fait ses preuves au pied des pyramides égyptiennes. Une équipe de chercheurs japonais a en effet pu y interpréter sur écran la présence de barques cultuelles inconnues jusqu'alors.
- Recherche de site soupçonnés d'abriter des sépultures inconnues : fosses communes, lieux de crimes, cimetières abandonnés, etc. ;
- Étude du sous-sol des planètes du système solaire ;
- Auscultation d'ouvrages de génie civil, de bâtiments en béton ou maçonnerie, de monuments historiques.

## Cadre législatif et réglementaire
La vente de tels appareils en France est strictement encadrée par les dispositions de l'article L542-2 du code du patrimoine : « Toute publicité ou notice d'utilisation concernant les détecteurs de métaux doit comporter le rappel de l'interdiction mentionnée à l'article L. 542-1, des sanctions pénales encourues ainsi que des motifs de cette réglementation. »
Ainsi, l’utilisation des détecteurs de métaux hors des cadres légaux est interdite car elle menace l’étude et la préservation du patrimoine archéologique.
La réglementation en vigueur encadrant l'utilisation des détecteurs de métaux est la suivante :

« Nul ne peut utiliser du matériel permettant la détection d'objets métalliques, à l'effet de recherches de monuments et d'objets pouvant intéresser la préhistoire, l'histoire, l'art ou l'archéologie, sans avoir, au préalable, obtenu une autorisation administrative délivrée en fonction de la qualification du demandeur ainsi que de la nature et des modalités de la recherche. »

— Article L.542-1 du code du patrimoine

« Quiconque fait ou fait faire une publicité ou rédige ou doit rédiger une notice d'utilisation relative à un matériel permettant la détection d'objets métalliques en méconnaissance des dispositions de l'article L. 542-2 est puni de la peine d'amende applicable aux contraventions de la 5e classe. »

— Article R544-4 du code du patrimoine

« Est puni d'une amende de 7 500 euros le fait, pour toute personne, de réaliser, sur un terrain lui appartenant ou appartenant à autrui, des fouilles ou des sondages à l'effet de recherches de monument ou d'objet pouvant intéresser la préhistoire, l'histoire, l'art ou l'archéologie : a) Sans avoir obtenu l'autorisation prévue aux articles L. 531-1 ou L. 531-15 [...] »

— Article L544-1 du code du patrimoine

« Est punie de sept ans d'emprisonnement et de 100 000 € d'amende, le vol d'une découverte archéologique faite au cours de fouilles ou fortuitement ainsi que la destruction, la dégradation ou la détérioration de patrimoine archéologique, au sens de l'article L. 510-1 du code du patrimoine. »

— Articles 311-4-2 et 322-3-1 du code pénal

## Règlementation
En 2005, l'European Telecommunications Standards Institute a émis un règlement sur les caractéristiques des appareils utilisable en RPS et sur la certification des opérateurs afin de contrôler les émissions électromagnétiques. L'Association européenne de RPS a été formée par la suite pour représenter les utilisateurs de RPS.

### Technologies similaires
- Réflectométrie
- Radar à visée latérale utilisé par les services de police comme détecteur de mouvements
- Project « Mineseeker » utilise un radar à synthèse d'ouverture à bord d'un dirigeable pour trouver des mines anti-personnels
- Géophysique appliquée#GéoRadar (Profil)
- Radar subaquatique
- Détecteur de densité